# Dominique Aegerter
Dominique Aegerter (Rohrbach, 30 de setembro de 1990) é um motociclista suíço, atualmente compete na Moto2 pela Kiefer Racing. 

## Carreira
Dominique Aegerter fez sua estreia na 125cc em 2006.  Em 16 temporadas, obteve 8 pódios, com destaque para a vitória no GP da Alemanha de 2014, até hoje a única de sua carreira na Moto2.